# Рыдалевская, Мария Дмитриевна
Мария Дмитриевна Рыдалевская (1896—1967) — советский учёный почвовед и биохимик, специалистка в области органического вещества почв, кандидат геолого-минералогических наук, профессор.

## Биография
Родилась 22 декабря 1896 года в Петербурге.
В 1915 году окончила Петроградскую женскую гимназию. С 1915 по 1922 год обучалась в Петроградском сельскохозяйственном институте. С 1920 года одновременно с обучением занималась научно-исследовательской работой в Северо-Западной сельскохозяйственной областной опытной станции в качестве научного сотрудника
отдела прикладного почвоведения под руководством профессора С. П. Кравкова.
С 1924 по 1959 год на научно-педагогической работе на кафедре экспериментального почвоведения физико-математического факультета Ленинградского государственного университета в качестве ассистента, доцента и профессора, с 1941 по 1945 год в период Великой Отечественной войны являлась заведующей этой кафедры и занималась организацией учебного процесса кафедры будучи в эвакуации в городе Саратов, являлась руководителем специальных курсов по биохимии растений и перегнойных веществ, совместно с профессором С. П. Кравковым вела научные исследования по методам анализа минеральной и органической части почв.

### Научно-педагогическая деятельность и вклад в науку
Основная научно-педагогическая деятельность М. Д. Рыдалевской была связана с вопросами в области  почвоведения. М. Д. Рыдалевская занималась исследованиями в области развития новых направлений в изучении гумусовых веществ в почве, занималась исследованиями в области изучения генезиса и химической природы перегнойных веществ в почвах. М. Д. Рыдалевская активно занималась вопросами фракционирования фульвокислот и работала над проблемой почвенного органического азота. Ей впервые были  установлены закономерные различия элементарного состава гуминовых кислот, выделенных из различных типов почв.
В 1942 году защитила диссертацию на соискание учёной степени кандидат геолого-минералогических наук. М. Д. Рыдалевской было написано более двадцати научных трудов, в том числе её научная статья «Опыт изучения гуминовых кислот различных типов почв»  (1936, М.) выпущенная в сборнике Доклады Академии наук СССР, наряду с работами академика И. В. Тюрина, являлась одной из первых работ, способствующих развитию новых взглядов на гумусовые вещества почвы. Её научные статьи печатались так же в таких ведущих изданиях как: «Учёные записки Ленинградского университета. Серия биологических наук», «Почвоведение», «Вестник ЛГУ». В 1956 году за заслуги в научной деятельности Указом Президиума Верховного Совета СССР М. Д. Рыдалевская была награждена орденом Ленина.

## Основные труды
- Мобилизация кальция, магния и натрия под влиянием биологических и химических факторов / Почвоведение. — №6. — 1933.
- Опыт химического исследования гуминовых кислот разных типов почв / ДАН СССР. — Т. 4 (13). — 1936.
- К познанию природы азотистых соединений гуминовых кислот / Учёные записки Ленинградского университета. Серия биологических наук. — 1956. — Вып. 42. № 221. — С. 131-140.
- Содержание и распределение различных форм азота по профилю некоторых лесных почв / Вестник ЛГУ. — №3. — Вып. 1. — 1958[2][3].

## Награды
- Орден Ленина (1956)[1][2][3].
- Медаль «За оборону Ленинграда»
- Медаль «За доблестный труд в Великой Отечественной войне 1941—1945 гг.»[4]